# José Nicolás Hurtado de Mendoza y Jaraquemada
José Nicolás Hurtado de Mendoza y Jaraquemada (Melipilla, 1836-8 de septiembre de 1908) fue un abogado, diplomático y político chileno que ocupó el cargo de encargado de negocios en Lima, Perú, al comienzo de la crisis que condujo a la Guerra hispano-sudamericana (1864-1866). Durante la ocupación de las islas Chincha presentó una propuesta de arreglo que fue rechazada por Perú y que está nombrada en el Tratado Vivanco-Pareja.

## Familia y estudios
Fue hijo de Nicolás Hurtado de Mendoza y Martínez de la Torre y María Mercedes Jaraquemada y Avaria, hermano del también diputado Manuel Antonio Hurtado de Mendoza y Jaraquemada.
Se casó el 4 de junio de 1863 con Teresa Eyzaguirre de la Cavareda.
Realizó sus estudios en el Instituto Nacional. Estudió Derecho en la Universidad de Chile, donde se tituló de abogado el 15 de julio de 1857.
Ingresó como oficial mayor del Ministerio de Relaciones Exteriores. En 1864, encargado de negocios en Perú. Al año siguiente fue enviado extraordinario y ministro plenipotenciario en Ecuador.
Intendente de Tarapacá entre el 18 de octubre de 1881 hasta junio de 1882.
En 1870, miembro de la Facultad de Ciencias Jurídicas y Sociales de la Universidad de Chile.
En 1887 fue parte del Cuerpo de Instrucción Pública.
Diputado suplente por Valparaíso, periodo 1861-1864. Se incorporó el 18 de junio de 1861, luego que el diputado propietario Manuel Andrés Orrego dejara su cargo.
Diputado suplente por Linares, periodo 1864-1867. Reemplazó al diputado propietario, Cornelio Saavedra Rodríguez, que no se incorporó hasta el 30 de agosto de 1864.
Fue elegido diputado propietario por Illapel, para el período de 1876 a 1879. Integró la Comisión permanente de Elecciones, Calificadora de Peticiones.
Reelecto diputao propietario por Illapel, período 1879-1882.
Nuevamente electo diputado propietario en representación de Santiago, período 1882-1885. Integró la Comisión Permanente de Gobierno y Relaciones Exteriores; y miembro de la Comisión Conservadora para el receso de 1882-1883.